# Карлос Салдана
Карлос Салданя (порт. Carlos Saldanha МФА: [ˈkaʁluz sawˈdɐɲɐ], нар. 20 липня 1968) —  бразильський режисер мультиплікаційних фільмів. Найвідоміші роботи Карлоса: «Льодовиковий період» (2000), «Льодовиковий період 2: Глобальне потепління» (2006), «Льодовиковий період 3: Ера динозаврів» (2009).

## Біографія
Карлос Салданя народився 20 липня 1968 року в Ріо-де-Жанейро, Бразилія. В 1991 році Салданя переїхав в США і влаштувався у Нью-Йорку. Там Карлос вступив до Школи мистецтв (SVA, від англ. School of Visual Arts) в Манхетені, яку закінчив у 1993 році. У SVA Саладня познайомився з  Крісом Уеджем, одним із засновників анімаційної студії «Blue Sky Studios». Кріс запросив Карлоса в команду художників, і Салданя погодився.
Уедж і Салданя виступили режисерами анімаційного фільму « Льодовиковий період». Салданя виступив в ролі режисера всіх наступних продовжень («Глобальне потепління» і «Ера динозаврів»). У січні 2010 року в  газеті «The New York Times » була опублікована стаття про Blue Sky Studios, в якій було зазначено, що в планах Салданя створення четвертого ' '«Льодовикового періоду».